# Список номинантов на премию «Большая книга» 2024 года
Список номинантов на премию «Большая книга», попавших в длинный список (лонг-лист) премии в сезоне 2023—2024. 
В 2024 году на конкурс номинировано 346 произведений из 73 городов России и 12 стран мира. Из них в длинный список вошло 50 произведений, в финал вышло 14 произведений.
Список финалистов объявлен на Литературном обеде 5 июня 2024 года. Из 14 финалистов 9 представляют издательскую группу АСТ (6 из них — Редакцию Елены Шубиной), 2 — «толстые» литературные журналы (Новый мир и Дружба Народов) и по одному финалисту — издательства «Вече» (Москва), «Городец» (Москва) и «Лимбус-пресс» (Санкт-Петербург).
Список представлен в следующем виде — Победители, Список финалистов (кроме Победителей), Длинный список (кроме Победителей и Списка финалистов). Для каждого номинанта указано название произведения, а для рукописей — их авторы (по возможности).

## Победители
1. Алексей Варламов – роман «Одсун»[5], Первое место
2. Михаил Шемякин – автобиография «Моя жизнь: до изгнания»[6], Второе место
3. Захар Прилепин – сборник рассказов «Собаки и другие люди»[7], Третье место
4. Киноконцерн «Мосфильм» — Специальная премия «За вклад в литературу» (в 2024 году Мосфильм отметил 100-летний юбилей)
5. Елена Нещерет (г. Санкт-Петербург, автор блога «Марселизация»[8]) — Премия «_Литблог»

## Список финалистов
1. Василий Аксёнов – сборник «Флегонт, Февруса и другие»[9][10]
2. Надя Алексеева – роман «Полунощница»[11][12], Специальный приз студенческого жюри «Выбор поколения» (за искреннюю и вдохновляющую историю, в которой прошлое и настоящее объединяются и позволяют с надеждой смотреть в будущее)
3. Владимир Березин – роман «Уранотипия»[13][14]
4. Дарья Бобылёва – роман «Магазин работает до наступления тьмы»[15], Приз читательских симпатий (третье место)
5. Яна Вагнер – роман «Тоннель»[16], Приз читательских симпатий (второе место)
6. Андрей Волос – роман «Облака перемен»[17]
7. Денис Драгунский – роман «Подлинная жизнь Дениса Кораблёва»[18][19]
8. Наталья Илишкина – роман «Улан Далай»[20][21], Приз читательских симпатий (первое место)
9. Михаил Тарковский – художественные воспоминания «42-й до востребования»[22]
10. Мршавко Штапич – роман «Устойчивое развитие»[23]
11. Глеб Шульпяков – биография «Батюшков не болен»[24][25][26][27]

## Длинный список
1. Сергей Авакян-Ржевский – роман «Дорога Сурена»
2. Евгений Батурина – роман-дилогия «Выход А» и «Кризис Ж»
3. Иван Бевз – роман «Чем мы занимались, пока вы учили нас жить»
4. Игорь Белодед – сборник повестей «Не говори о нём»
5. Даниэль Бергер – роман «Кофе с перцем»
6. Даша Благова – роман «Течения»
7. Александр Гоноровский и Илья Егармин – роман «Цербер. Найди убийцу, пусть душа твоя успокоится»
8. Максим Гуреев – биография «Андрей Битов: Мираж сюжета»
9. Владимир Ермаков – роман «Где-то, когда-то»
10. Марина Завада и Юрий Куликов – биография «Цвет и тени Беллы Ахмадулиной»
11. Максим Замшев – роман «Вольнодумцы»
12. Полина Корицкая – роман «Демоверсия»
13. Павел Крусанов – роман «Игры на свежем воздухе»
14. Мария Лебедева – роман «Там темно»
15. Вадим Левенталь – сборник рассказов «Фотография из Неаполя»
16. Борис Лейбов – сборник «Мелкий принц»
17. Владимир Лим – роман «Пылающий»
18. Анна Лужбина – сборник рассказов «Юркие люди»
19. Екатерина Манойло – роман «Ветер уносит мёртвые листья»
20. Анна Маркина – роман «Кукольня»
21. Александр Мелихов – роман «Испепелённый»
22. Лев Наумов – документальная проза «Итальянские маршруты Андрея Тарковского»
23. Олег Нехаев – биография «Астафьев: Праведник из Овсянки»
24. Сергей Носов – роман «Фирс Фортинбрас»
25. Виктор Пелевин – роман «Путешествие в Элевсин»
26. Хелена Побяржина – роман «Другие ноты»
27. Валерий Попов – роман «Выдумщик»
28. Евгений Попов и Михаил Гундарин – документальная книга «1968. Опыт художественного исследования»
29. Антон Секисов – роман «Комната Вагинова»
30. Вера Сорока – роман «Питерские монстры»
31. Павел Суслов – роман «Деревянная ворона»[28]
32. Светлана Тюльбашева – роман «Лес»[29]
33. Вячеслав Харченко – сборник рассказов «Москвич в Южном городе»
34. Анна Чухлебова – сборник рассказов «Лёгкий способ завязать с сатанизмом»
35. Александра Шалашова – роман «Камни поют»
36. Юлия Яковлева – роман «Поэты и джентльмены»